# Live in Japan (album de Deep Purple)
Pour les articles homonymes, voir Live in Japan.
Live in Japan est  un album de Deep Purple. Ce triple CD reprend presque en intégralité les trois concerts de la tournée japonaise du groupe en août 1972, ceux-là mêmes qui ont servi de base a l'enregistrement du mythique live Made in Japan.
Pour être tout à fait complet sur ce qui manque exactement, le Smoke on the Water du 15 a été supprimé, de même que The Mule du 17. Ces 2 versions sont celles du Made in Japan. Les autres chansons qui ne figurent pas dans le coffret sont Black Night et Lucille les rappels du concert du 16 août, Black Night et Speed King les rappels du concert du 17 août. Le premier figure dans le coffret Listen, Learn, Read On de 2002 et les derniers dans le second CD de Made in Japan (Remasterisé) en 1998.

## Liste des titres
Tous les titres sont écrits et composés par (Blackmore/Gillan/Glover/Lord/Paice)

### CD 1 - Osaka - 15 août 1972
- 1 Highway Star 7.37
- 2 Child in Time 11.51
- 3 The Mule 9.35
- 4 Strange Kind of Woman 8.51
- 5 Lazy 10.26
- 6 Space Truckin'  21.35
- 7 Black Night 6.25

### CD 2 - Osaka - 16 août 1972
- 1 Highway Star 7.07
- 2 Smoke on the Water 7.25
- 3 Child in Time 12.30
- 4 The Mule 10.22
- 5 Strange Kind of Woman 10.35
- 6 Lazy 10.21
- 7 Space Truckin'  20.13

### CD 3 - Tokyo - 17 août 1972
- 1 Highway Star 7.14
- 2 Smoke on the Water 7.06
- 3 Child in Time 11.32
- 4 Strange Kind of Woman 11.26
- 5 Lazy 11.16
- 6 Space Truckin'  19.19
- 7 Speed King 7.55 (Enregistré le 15 mais mis ici pour des raisons de place)

## Musiciens
- Ian Gillan
- Ritchie Blackmore
- Jon Lord
- Ian Paice
- Roger Glover